# Västerås Cityfestival
Västerås Cityfestival  är en tredagars stadsfestival den sista helgen i juni i centrala Västerås. Festivalen bjuder in artister, och bjuder också på ett ambulerat tivoli. Kvällstid är festivalen numera entrébelagd till den stora scenen.

## Historia
1993 startades festivalen under namnet Arosfestivalen, ett arrangemang beläget i city med musik i olika genrer framfört av framför allt ungdomar.

2004 bytte festivalen namn till Västeråsfestivalen. Samma år flyttade arrangemanget till Lögarängsområdet.

2008 beslutar man för ytterligare namnbyte; nu ska festivalen heta Västerås Mälarveckor Festival. Men det blev ett krisår då publiksiffrorna rasade – festivalen tappade var tredje besökare.

År 2009 flyttade man tillbaka festligheterna till city och döpte festivalen till Västerås Cityfestival. Sedan dess har festivalen vare sig flyttat eller bytt namn.

## Scener
Musikkonserter är en stor del av festivalen och på flera olika scener erbjuds uppträdanden.
Mimerscenen - den stora scenen (som är avgiftsbelagd).

@live-scenen - här spelar grupper och artister som är knutna till olika studieförbund. Det är ofta grupper och artister från länet.

Sensus Sweden - också ett studieförbund som fyller en egen scen. Några deltagare är från staden och andra har åkt längre.

We Run - "dansmusik från olika urbana subkulturer", främst dansuppvisningar och DJ´s.

Mitt i Smeten - elektronisk dansmusik (ej 2024 p.g.a. SM-veckan som använder platsen).

Utöver dessa scener, som ingår i själva festivalen, finns också:

Brasserie Stadsparken - restaurang som har egna uppträdanden med entréavgift under festivalen. 

Festivalen i Festivalen - Föreningen Nya Perspektiv som har artister på lördagen i sin lokal.

## Deltagande artister i urval
| År   | Namn                              |
| ---- | --------------------------------- |
| 2003 | Alphaville                        |
| 2013 | The Sounds                        |
| 2015 | Magnus Uggla                      |
| 2015 | Måns Zelmerlöw                    |
| 2016 | Danny Saucedo                     |
| 2016 | Backyard Babies                   |
| 2016 | Carola Häggkvist                  |
| 2019 | Norlie & KKV (även 2015 och 2017) |
| 2024 | Hooja                             |
| 2024 | Veronica Maggio (även 2020)       |
| 2024 | Miss Li (även 2012 och 2020)      |